# Бжезьно (Члуховський повіт)
Бжезьно (пол. Brzeźno) — село в Польщі, у гміні Члухув Члуховського повіту Поморського воєводства.
Населення — 273 особи (2011).
У 1975-1998 роках село належало до Слупського воєводства.

## Демографія
Демографічна структура станом на 31 березня 2011 року:
|          | Загалом | Допрацездатний вік | Працездатний вік | Постпрацездатний вік |
| -------- | ------- | ------------------ | ---------------- | -------------------- |
| Чоловіки | 136     | 36                 | 88               | 12                   |
| Жінки    | 137     | 38                 | 83               | 16                   |
| Разом    | 273     | 74                 | 171              | 28                   |